# Dirka po Italiji 2013
Dirka po Italiji 2013 (italijansko Giro d'Italia 2013) je 96. izvedba dirke po Italiji, tritedenske moške cestne kolesarske etapne dirke. Začela se je 4. maja v Neaplju in končala 26. maja v Brescii. Sodelovalo je 207 kolesarjev iz 23-ih ekip. Rožnato majico je prvič osvojil Vincenzo Nibali (Astana), drugo mesto Rigoberto Urán (Team Sky), tretje pa Cadel Evans (BMC Racing Team). Rdečo majico je osvojil Mark Cavendish (Omega Pharma–Quick-Step), modro majico Stefano Pirazzi (Bardiani Valvole–CSF Inox), belo majico pa Carlos Betancur (Ag2r-La Mondiale).

## Ekipe
ProTeams
- Ag2r-La Mondiale
- Argos-Shimano
- Astana
- Blanco Pro Cycling
- BMC Racing Team
- Cannondale
- Euskaltel-Euskadi
- FDJ
- Garmin–Sharp
- Lampre-Merida
- Lotto–Belisol
- Movistar Team
- Omega Pharma–Quick-Step
- Orica–GreenEDGE
- RadioShack–Leopard
- Saxo–Tinkoff
- Team Katusha
- Team Sky
- Vacansoleil-DCM

UCI Professional Continental teams
- Androni Giocattoli–Venezuela
- Bardiani Valvole–CSF Inox
- Colombia
- Vini Fantini–Selle Italia

## Etape
| Etapa | Datum   | Štart/Cilj                                            | Razdalja    | Tip         | Tip                    | Zmagovalec                                       |             |
| ----- | ------- | ----------------------------------------------------- | ----------- | ----------- | ---------------------- | ------------------------------------------------ | ----------- |
| 1     | 4. maj  | Neapelj                                               | 130 km      |             | ravninska etapa        | Mark Cavendish (GBR)                             |             |
| 2     | 5. maj  | Kampanija – Forio                                     | 17,4 km     |             | ekipni kronometer      | Team Sky                                         |             |
| 3     | 6. maj  | Sorrento – Marina di Ascea                            | 222 km      |             | hribovito-gorska etapa | Luca Paolini (ITA)                               |             |
| 4     | 7. maj  | Policastro Bussentino – Serra San Bruno               | 246 km      |             | hribovito-gorska etapa | Enrico Battaglin (ITA)                           |             |
| 5     | 8. maj  | Cosenza – Matera                                      | 203 km      |             | ravninska etapa        | John Degenkolb (GER)                             |             |
| 6     | 9. maj  | Mola di Bari – Margherita di Savoia                   | 169 km      |             | ravninska etapa        | Mark Cavendish (GBR)                             |             |
| 7     | 10. maj | San Salvo – Pescara                                   | 177 km      |             | hribovito-gorska etapa | Adam Hansen (AUS)                                |             |
| 8     | 11. maj | Gabicce Mare – Saltara                                | 54,8 km     |             | ekipni kronometer      | Alex Dowsett (GBR)                               |             |
| 9     | 12. maj | Sansepolcro – Firence                                 | 170 km      |             | hribovito-gorska etapa | Maksim Belkov (RUS)                              |             |
|       | 13. maj | dan počitka                                           | dan počitka | dan počitka | dan počitka            | dan počitka                                      | dan počitka |
| 10    | 14. maj | Cordenons – Altopiano del Montasio                    | 167 km      |             | gorska etapa           | Rigoberto Urán (COL)                             |             |
| 11    | 15. maj | Rabelj – Erto e Casso                                 | 182 km      |             | hribovito-gorska etapa | Ramūnas Navardauskas (LTU)                       |             |
| 12    | 16. maj | Longarone – Treviso                                   | 134 km      |             | ravninska etapa        | Mark Cavendish (GBR)                             |             |
| 13    | 17. maj | Busseto – Cherasco                                    | 254 km      |             | ravninska etapa        | Mark Cavendish (GBR)                             |             |
| 14    | 18. maj | Cervere – Bardonecchia                                | 180 km      |             | gorska etapa           | Mauro Santambrogio (ITA) · Vincenzo Nibali (ITA) |             |
| 15    | 19. maj | Cesana Torinese – Col du Galibier Valloire (Francija) | 149 km      |             | gorska etapa           | Giovanni Visconti (ITA)                          |             |
|       | 20. maj | dan počitka                                           | dan počitka | dan počitka | dan počitka            | dan počitka                                      | dan počitka |
| 16    | 21. maj | Valloire (Francija) – Ivrea                           | 238 km      |             | hribovito-gorska etapa | Beñat Intxausti (ESP)                            |             |
| 17    | 22. maj | Caravaggio – Vicenza                                  | 214 km      |             | ravninska etapa        | Giovanni Visconti (ITA)                          |             |
| 18    | 23. maj | Mori – Pölsa                                          | 20.6 km     |             | gorski kronometer      | Vincenzo Nibali (ITA)                            |             |
| 19    | 24. maj | Ponte di Legno – Martell                              | 139 km      |             | gorska etapa           | odpovedana                                       |             |
| 20    | 25. maj | Schlanders – Tre Cime di Lavaredo                     | 203 km      |             | gorska etapa           | Vincenzo Nibali (ITA)                            |             |
| 21    | 26. maj | Riese Pio X – Brescia                                 | 197 km      |             | ravninska etapa        | Mark Cavendish (GBR)                             |             |
|       | Skupaj  | Skupaj                                                | 3405 km     | 3405 km     | 3405 km                | 3405 km                                          | 3405 km     |

## Razvrstitev po klasifikacijah
| Etapa  | Zmagovalec                         | Rožnata majica · | Rdeča majica ·  | Modra majica ·    | Bela majica ·    | Ekipno po času     | Ekipne po točkah |
| ------ | ---------------------------------- | ---------------- | --------------- | ----------------- | ---------------- | ------------------ | ---------------- |
| 1      | Mark Cavendish                     | Mark Cavendish   | Mark Cavendish  | Giovanni Visconti | Elia Viviani     | Orica–GreenEDGE    | Orica–GreenEDGE  |
| 2      | Team Sky                           | Salvatore Puccio | Mark Cavendish  | Giovanni Visconti | Salvatore Puccio | Team Sky           | Orica–GreenEDGE  |
| 3      | Luca Paolini                       | Luca Paolini     | Luca Paolini    | Willem Wauters    | Fabio Aru        | Team Katusha       | Team Katusha     |
| 4      | Enrico Battaglin                   | Luca Paolini     | Luca Paolini    | Giovanni Visconti | Fabio Aru        | Team Katusha       | Team Katusha     |
| 5      | John Degenkolb                     | Luca Paolini     | Luca Paolini    | Giovanni Visconti | Fabio Aru        | Team Katusha       | Team Katusha     |
| 6      | Mark Cavendish                     | Luca Paolini     | Mark Cavendish  | Giovanni Visconti | Fabio Aru        | Team Katusha       | Team Katusha     |
| 7      | Adam Hansen                        | Beñat Intxausti  | Mark Cavendish  | Giovanni Visconti | Rafał Majka      | Team Katusha       | Team Katusha     |
| 8      | Alex Dowsett                       | Vincenzo Nibali  | Mark Cavendish  | Giovanni Visconti | Wilco Kelderman  | Astana             | Orica–GreenEDGE  |
| 9      | Maksim Belkov                      | Vincenzo Nibali  | Cadel Evans     | Stefano Pirazzi   | Wilco Kelderman  | Blanco Pro Cycling | BMC Racing Team  |
| 10     | Rigoberto Urán                     | Vincenzo Nibali  | Cadel Evans     | Stefano Pirazzi   | Rafał Majka      | Team Sky           | Team Sky         |
| 11     | Ramūnas Navardauskas               | Vincenzo Nibali  | Cadel Evans     | Stefano Pirazzi   | Rafał Majka      | Team Sky           | Team Sky         |
| 12     | Mark Cavendish                     | Vincenzo Nibali  | Mark Cavendish  | Stefano Pirazzi   | Rafał Majka      | Team Sky           | Team Sky         |
| 13     | Mark Cavendish                     | Vincenzo Nibali  | Mark Cavendish  | Stefano Pirazzi   | Rafał Majka      | Team Sky           | Team Sky         |
| 14     | Mauro Santambrogio Vincenzo Nibali | Vincenzo Nibali  | Mark Cavendish  | Stefano Pirazzi   | Rafał Majka      | Team Sky           | Team Sky         |
| 15     | Giovanni Visconti                  | Vincenzo Nibali  | Mark Cavendish  | Stefano Pirazzi   | Carlos Betancur  | Team Sky           | Team Sky         |
| 16     | Beñat Intxausti                    | Vincenzo Nibali  | Mark Cavendish  | Stefano Pirazzi   | Carlos Betancur  | Team Sky           | Movistar Team    |
| 17     | Giovanni Visconti                  | Vincenzo Nibali  | Mark Cavendish  | Stefano Pirazzi   | Carlos Betancur  | Team Sky           | Movistar Team    |
| 18     | Vincenzo Nibali                    | Vincenzo Nibali  | Mark Cavendish  | Stefano Pirazzi   | Rafał Majka      | Team Sky           | Team Sky         |
| 19     | odpovedana                         | Vincenzo Nibali  | Mark Cavendish  | Stefano Pirazzi   | Rafał Majka      | Team Sky           | Team Sky         |
| 20     | Vincenzo Nibali                    | Vincenzo Nibali  | Vincenzo Nibali | Stefano Pirazzi   | Carlos Betancur  | Team Sky           | Team Sky         |
| 21     | Mark Cavendish                     | Vincenzo Nibali  | Mark Cavendish  | Stefano Pirazzi   | Carlos Betancur  | Team Sky           | Movistar Team    |
| Skupaj | Skupaj                             | Vincenzo Nibali  | Mark Cavendish  | Stefano Pirazzi   | Carlos Betancur  | Team Sky           | Movistar Team    |

## Končna razvrstitev
| Legenda | Legenda                                  | Legenda | Legenda                                    |
| ------- | ---------------------------------------- | ------- | ------------------------------------------ |
|         | Predstavlja vodilnega v skupnem seštevku |         | Predstavlja najboljšega mladega kolesarja  |
|         | Predstavlja vodilnega po točkah          |         | Predstavlja vodilnega v gorski razvrstitvi |